# 観音寺 (徳島市国府町観音寺)
観音寺（かんおんじ）は、徳島県徳島市国府町観音寺（こくふちょうかんのんじ）に位置する高野山真言宗の寺院。光耀山（こうようざん）、千手院（せんじゅいん）と号す。本尊は千手観世音菩薩。四国八十八箇所第十六番札所、阿波西国三十三観音霊場（東部）第32番札所。
- 本尊真言：おん ばさら たらま きりく
- ご詠歌：忘れずも 導きたまへ観音（かんおん）寺 西方（さいほう）世界弥陀（みだ）の浄土へ[3]

なお、町名は「かんのんじ」であるが、寺名は「かんおんじ」である。また、香川県観音寺市に同じく四国八十八箇所の一つである第六十九番札所観音寺が存在するが、こちらの市名は「かんおんじ」で寺名は「かんのんじ」であり、読みが異なっている。

## 歴史
寺伝によれば、聖武天皇が国分寺建立の勅命を出した際に行基に命じて勅願道場として本寺を建立、弘仁7年（816年）に空海が巡錫した際に本尊として千手観音像、脇侍に不動明王と毘沙門天を刻んで安置、現在の寺名に改めたとされる。
天正年間（1573年 – 1592年）に長宗我部元親の兵火に焼かれるが、万治2年（1659年）阿波藩主蜂須賀光隆の支援を受け宥応法師が再建した。

## 境内
- 山門：和様の堂々とした楼門であり、こぢんまりした境内に重みを見せている。
- 本堂：千手観音立像と不動明王立像・毘沙門天立像を祀る。
- 大師堂：毎年2月20日前後の結集の日に開帳される。背後に真言八祖像が並ぶ。
- 庚申堂（祠）：青面金剛を祀る。向かって左に役ノ行者像。
- 本堂内の奉納絵馬：明治17年淡路島から遍路で訪れた女性が当寺で雨宿りし着物を焚火で乾かしていると着物に燃え移り炎に包まれたが同行の人達に消し止めてもらって一命をとりとめた、当人は義母を虐めていたことの報いと悟り会心し、当寺にこの絵を奉納したという、その絵が本堂に掛けられている。
- 夜鳴き地蔵尊：子どもの夜鳴きにご利益があるとされる。
- 水子地蔵尊
- 仏足石
- 八幡総社両神社：八幡大神宮（国府八幡）と惣社大御神（国内50座の阿波総社）を合祀した神社。元は当地の南方500 mの総社が原に面積三千坪に及ぶ旧社地があったとされ、本堂右脇にある。

道路に面した山門を入ると左手に手水場が、左に夜鳴き地蔵尊があり、正面奥に本堂が建つ。本堂前に水子地蔵尊、仏足石、修行大師像がある。本堂手前右手に大師堂がある。納経所は境内左奥にある。
- 宿坊：なし
- 駐車場：境内に5台。東側に数十台、無料。
- 秋葉八坂神社：道路を挟んで対面に小堂。

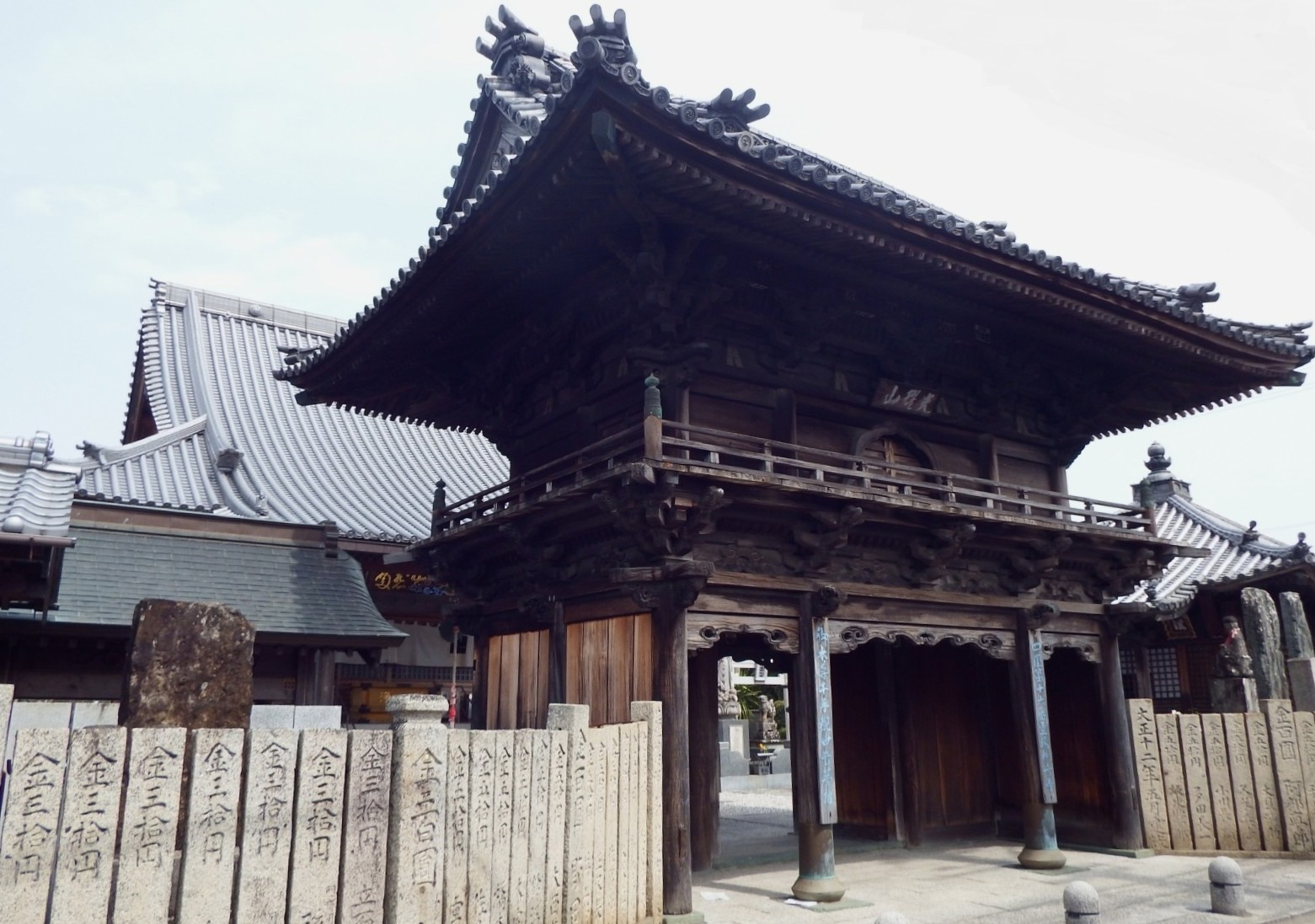
山門
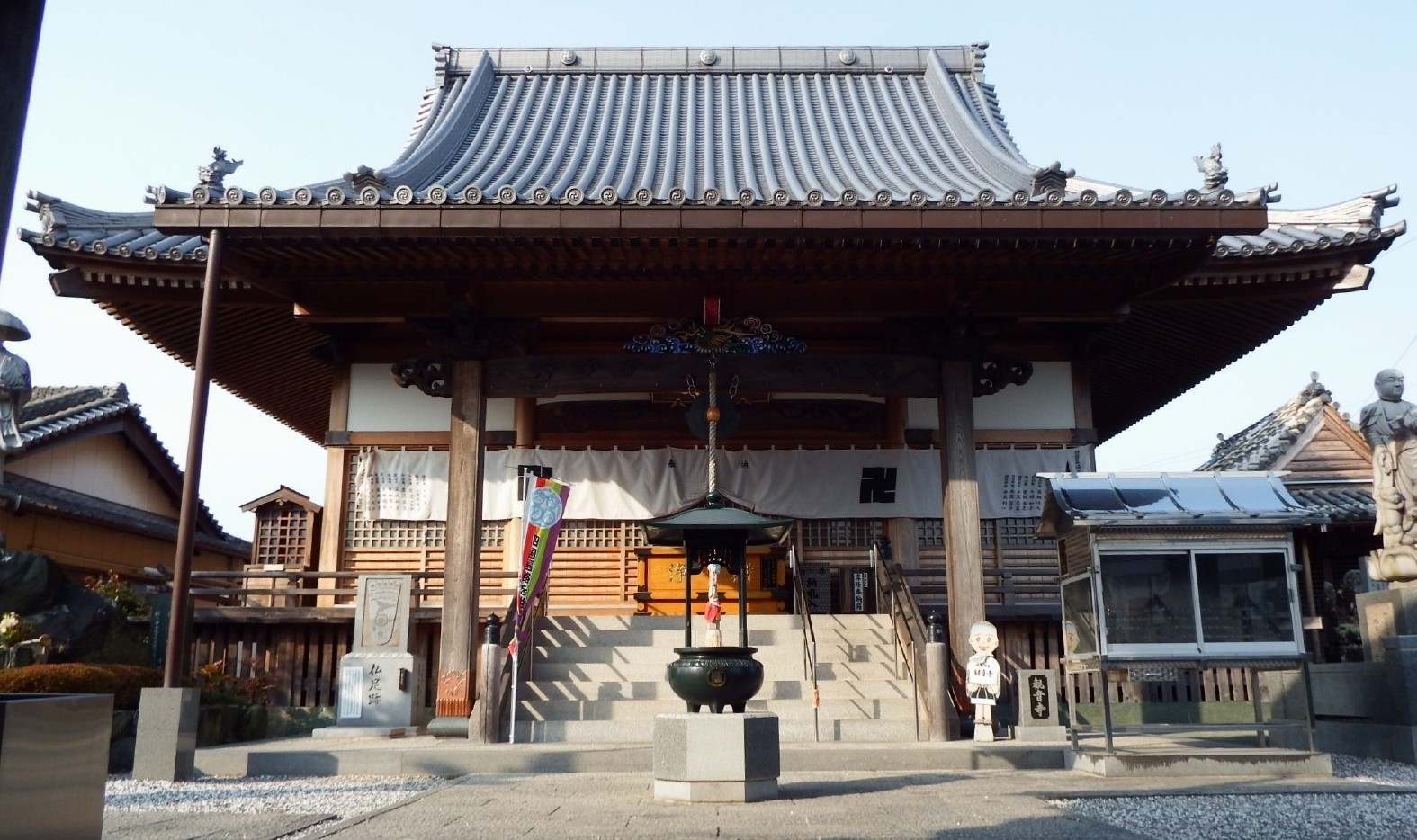
本堂
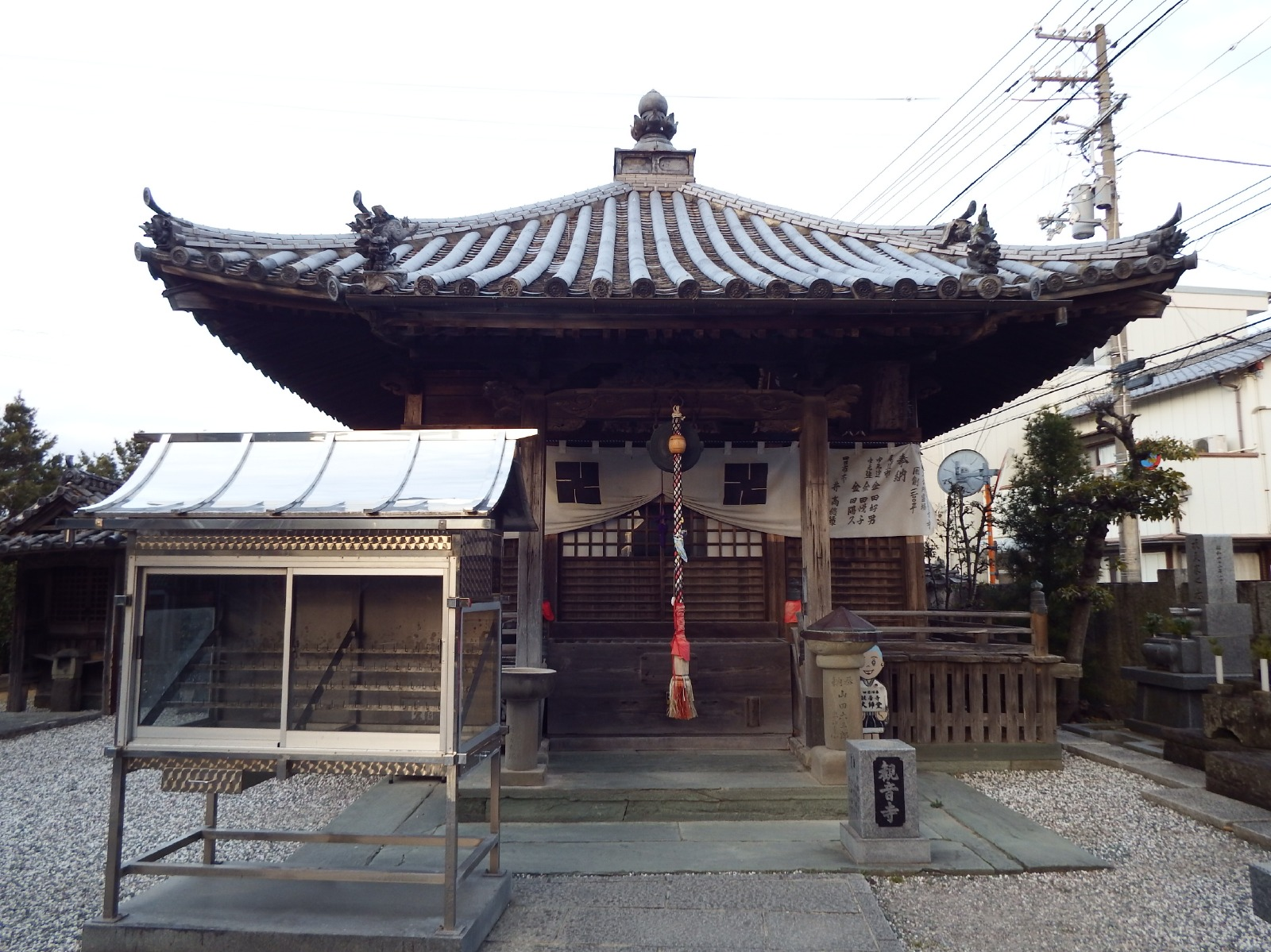
大師堂
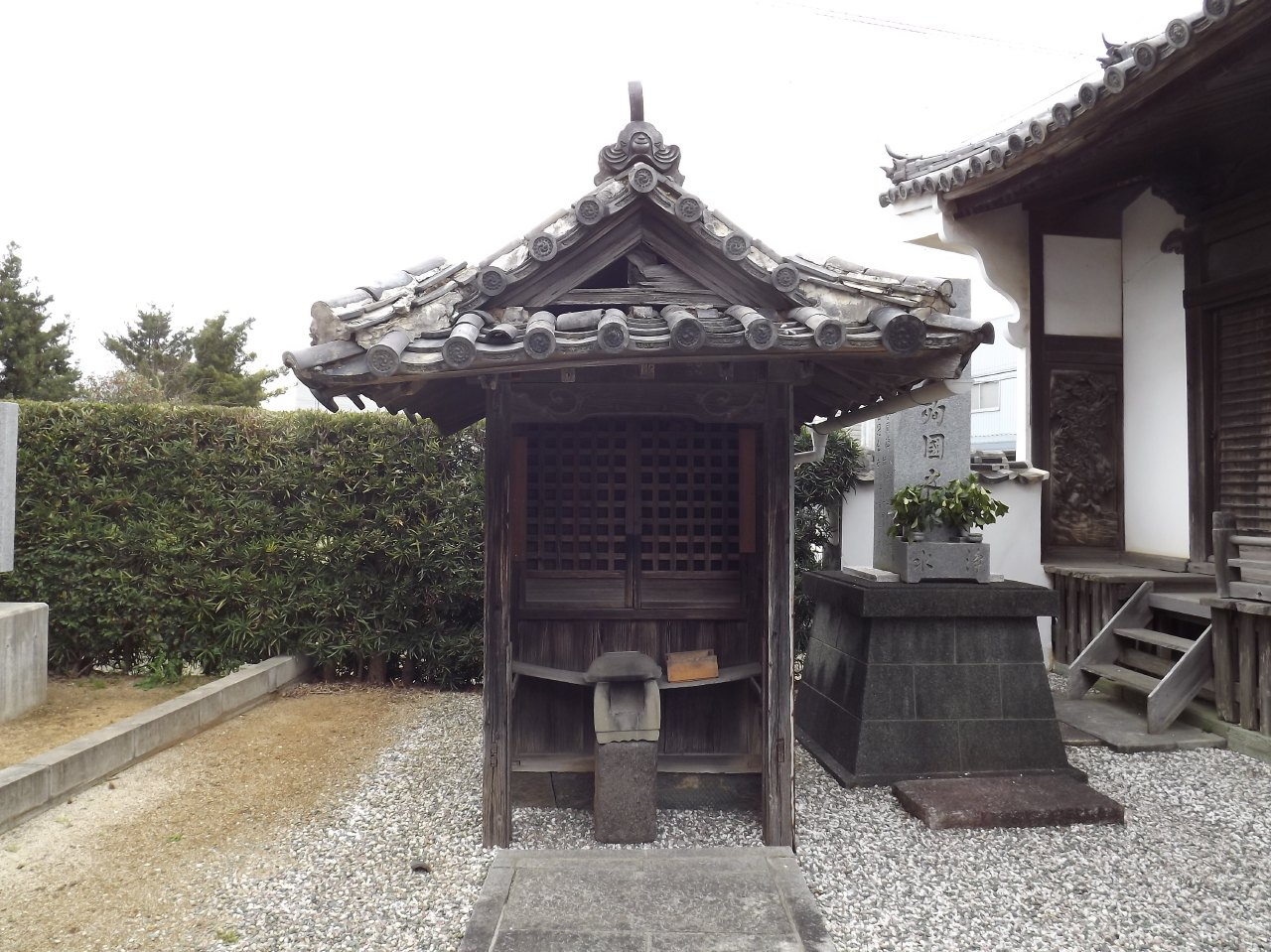
庚申堂
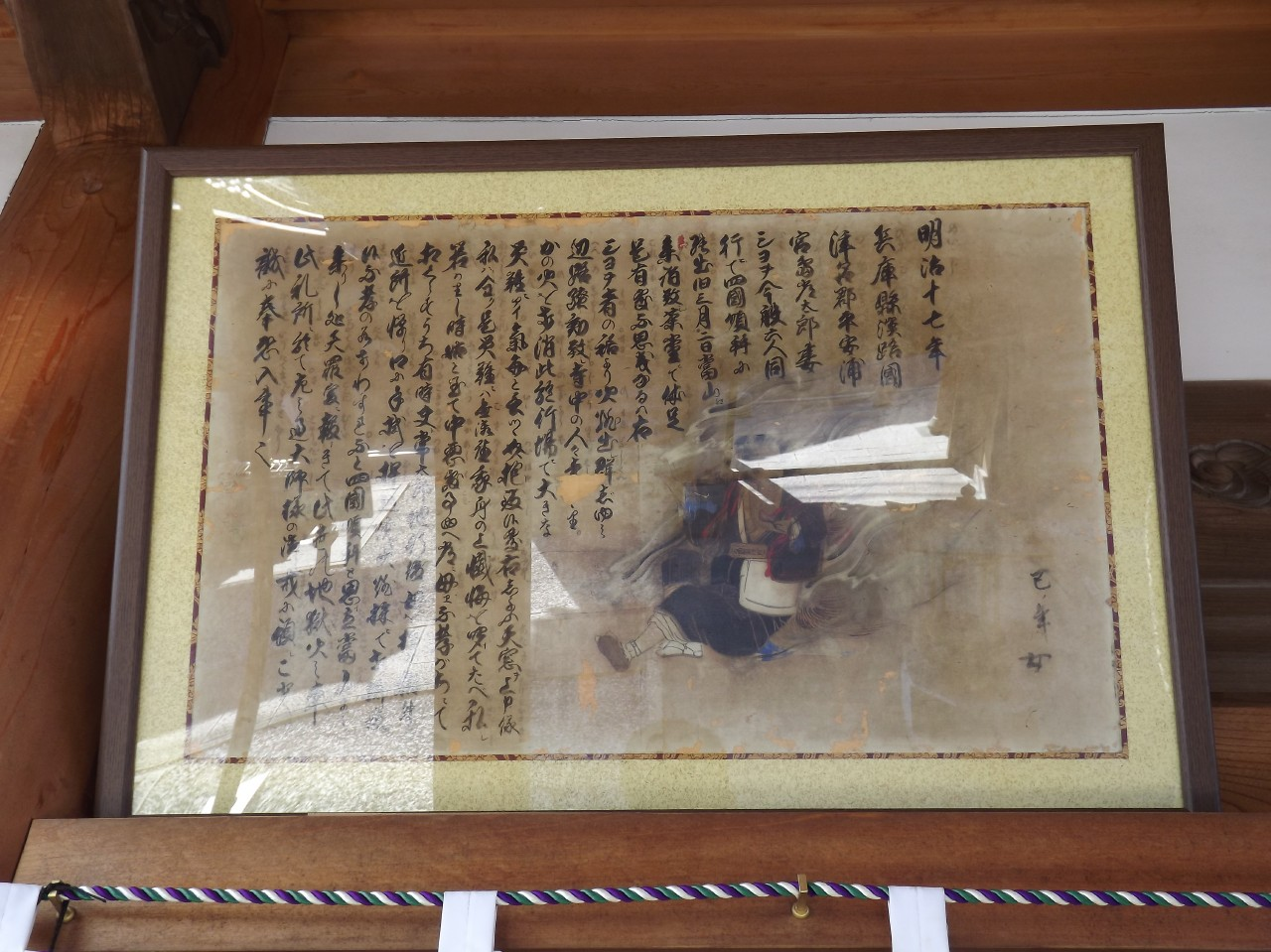
奉納絵馬
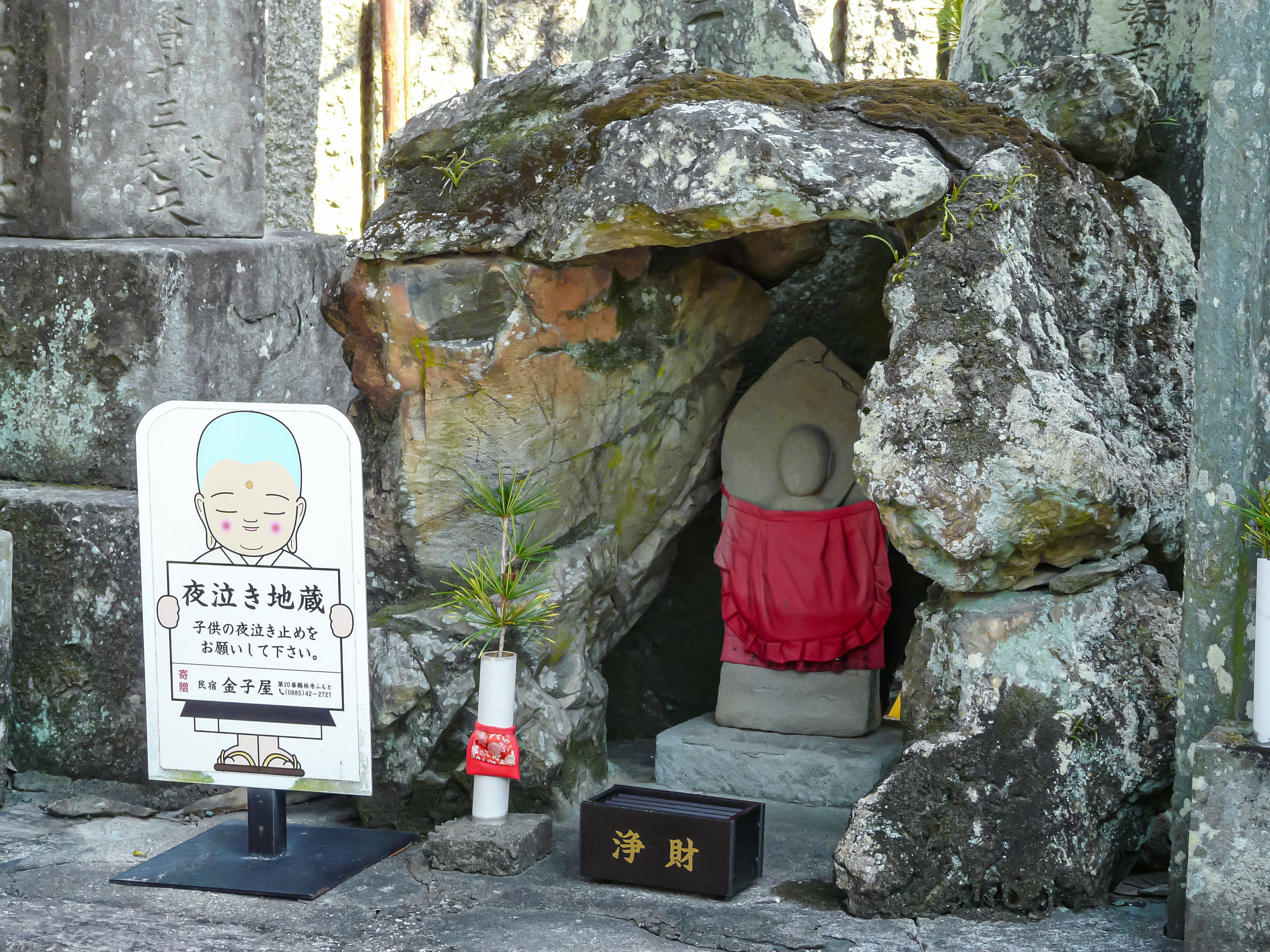
夜泣き地蔵
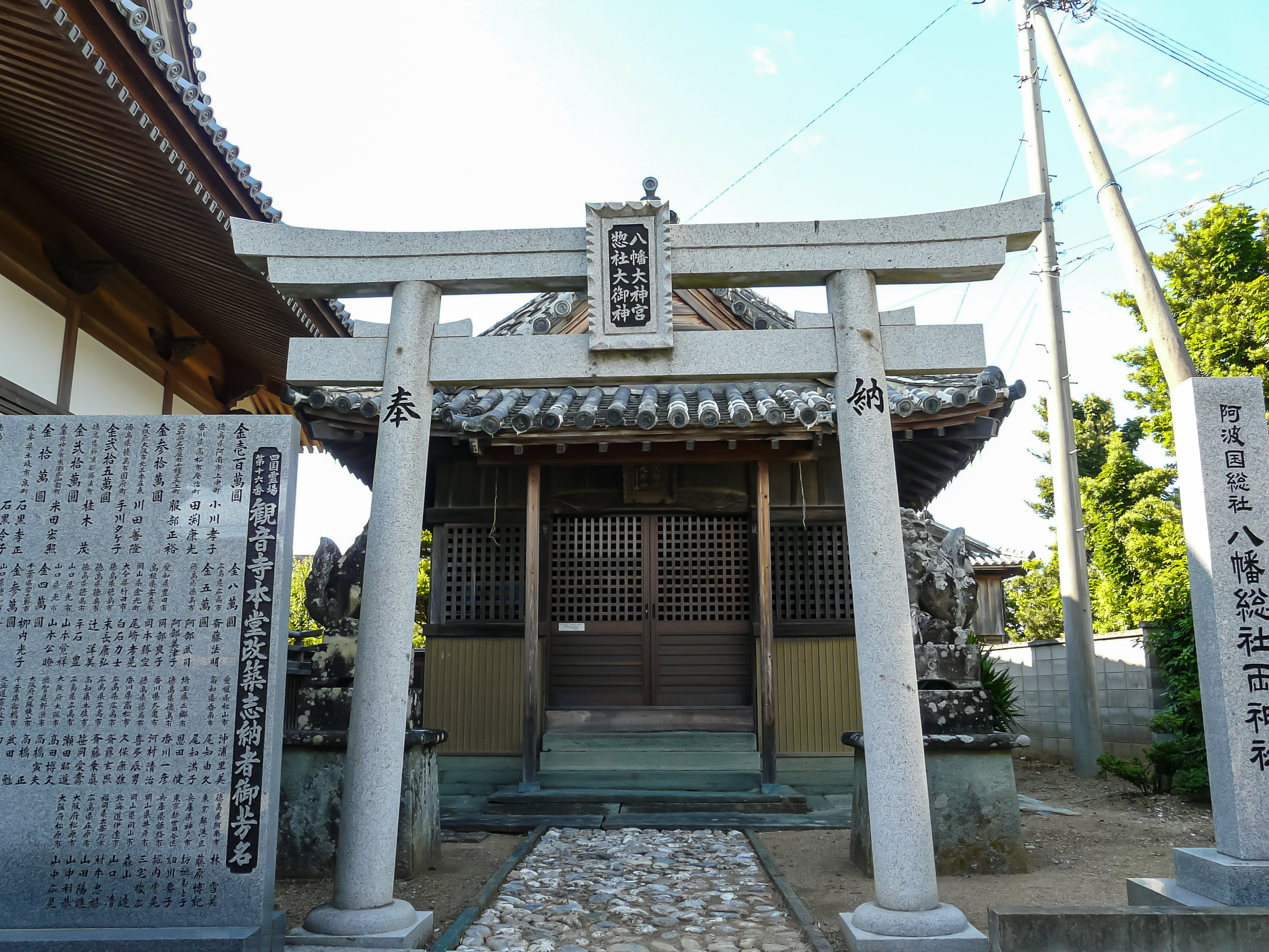
八幡総社両神社
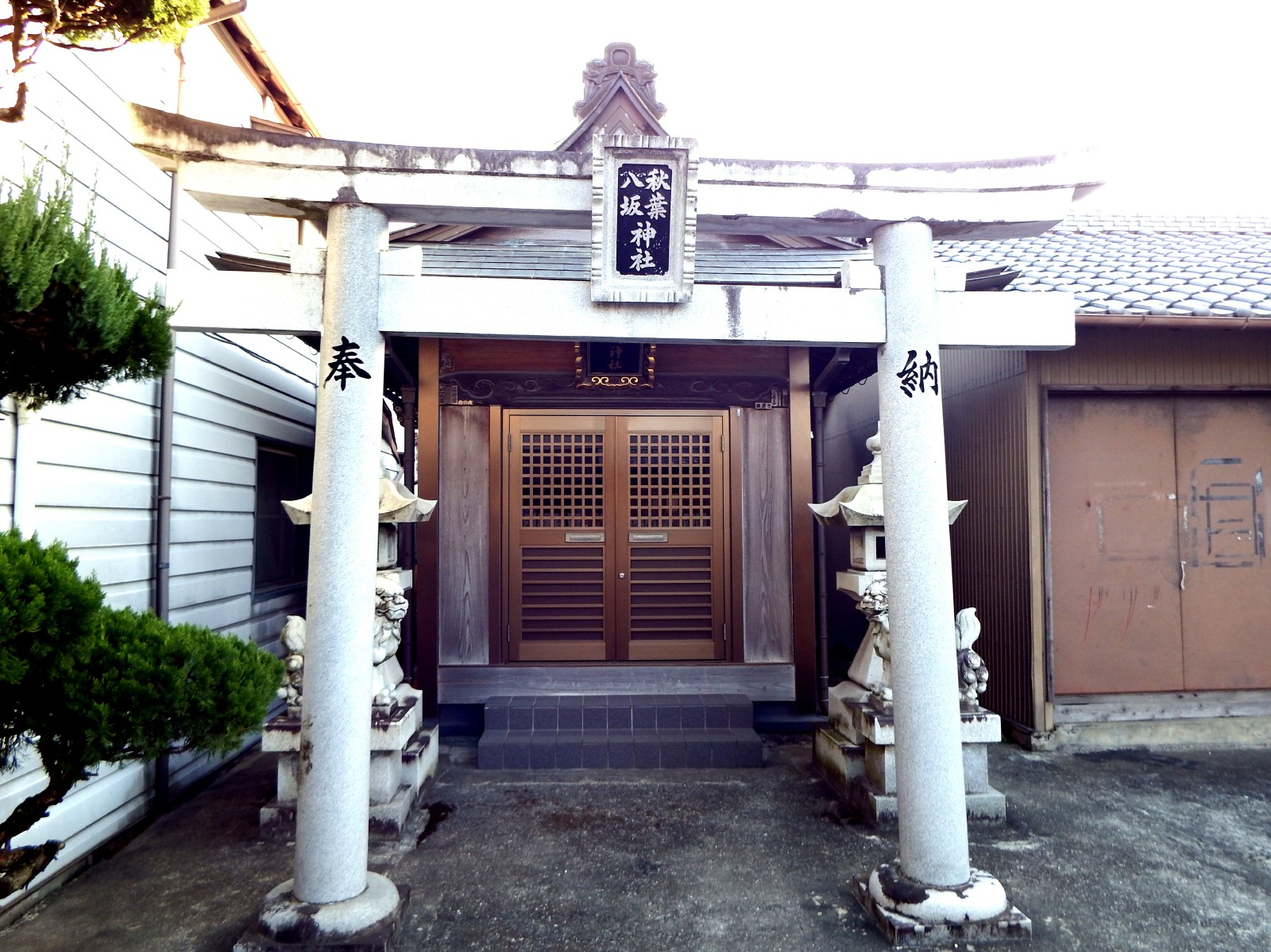
秋葉八坂神社

## 寺宝
- 観音寺縁起 1巻
- 光明真言印判：弘法大師の筆跡を刻印したものとされる。白衣の両方の襟に墨印してもらえる（手数料2000円）ただし、これができる納経所員が出勤していて、しかも、団体などで繁忙でないときのみ。

## 交通案内
鉄道
- 四国旅客鉄道（JR四国） 徳島線 – 府中駅下車 (1.2 km)

バス
- 徳島バス 鴨島線／神山線（石井経由）／石井・高原線 「観音寺北」下車 (0.4 km)

道路
- 一般道：国道192号 国府町観音寺 (0.3 km)
- 自動車道：徳島自動車道 藍住IC (6.8 km)、高松自動車道 板野IC (10.0 km)

## 前後の札所
四国八十八箇所
15 国分寺 --(1.8 km)-- 16 観音寺 --(2.8 km)-- 17 井戸寺
阿波西国三十三観音霊場（東部）
31 徳蔵寺 -- 32 観音寺 -- 33 井戸寺